# Денят се ражда
„Денят се ражда“ (на френски: Le jour se lève) е френски филм от 1939 година, криминална мелодрама на режисьора Марсел Карне по сценарий на Жак Вио и Жак Превер.
В центъра на сюжета е мъж в работнически квартал, който се влюбва в млада жена и убива в стаята си нейния любовник. Главните роли се изпълняват от Жан Габен, Жул Бери, Арлети, Жаклин Лоран.